# Gruner
Gruner AG је швајцарско предузеће за инжењерске услуге са седиштем у Базелу. Има 21 подружницу на 33 локације у Швајцарској, Европи и остатку света, укључујући Србију. Пословне активности обухватају развој пројеката, опште планирање и консултантске послове у изградњи објеката и развоју инфраструктуре, саветовање о безбедности, реновирање, управљање пројектима и контролу. Има преко 1.000 запослених из преко 50 различитих професија.

## Подружнице
- (Цуг, Швајцарска)
- (Обервил, Швајцарска)
- (Беч, Аустрија)
- (Лајпциг, Немачка)
- (Келн, Немачка)
- (Штутгарт, Немачка)
- (Базел, Немачка)
- (Бруг, Швајцарска)
- (Дибендорф, Швајцарска)
- (Базел, Швајцарска)
- (Базел, Швајцарска)
- (Базел, Швајцарска)
- (Лима, Перу)
- (Кениц, Швајцарска)
- (Санкт Гален, Швајцарска)
- (Цирих, Швајцарска)
- (Бангкок, Тајланд)
- (Београд, Србија)
- (Тбилиси, Грузија)
- (Ренан, Швајцарска)
- (Анкара, Турска)[2]